# 休·海夫納

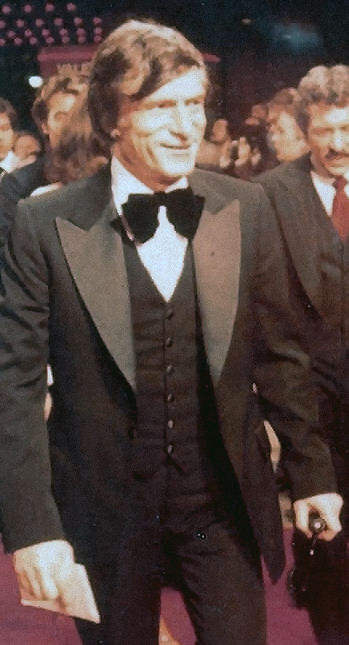
1979年時的休·海夫納

休·馬斯頓·海夫納（英語：Hugh Marston Hefner，1926年4月9日—2017年9月27日），美國企業家。《花花公子》雜誌的創刊人及主編，以及花花公子企業的創意總監（Chief Creative Officer）。

## 早年
出生在芝加哥，是一对教师夫妻的第一个孩子，高中畢業後曾一度參軍。他於1953年9月創辦了《花花公子》雜誌。

## 政治倾向
偏向自由派，曾經多次捐款給民主黨。

## 婚姻生活
海夫納曾於1959年及1986經歷兩度婚姻，都離異收場。2010年，他與年輕六十歲的克莉絲朵·哈里斯（1986年4月29日出生）宣佈訂婚，本來準備在6月18日結婚，但哈里斯臨時取消婚禮，理由是“不想和其他女人公用一個男人”。後在2012年12月24日結婚，31日婚宴。此外，他為了維持性欲大量服用西地那非導致右耳失聰。据英国《镜报》报道，根据婚前协议，赫夫纳31岁的妻子克莉絲朵·海夫納從他的遗产中将“得不到一分钱”，尽管她将“得到照顾”。

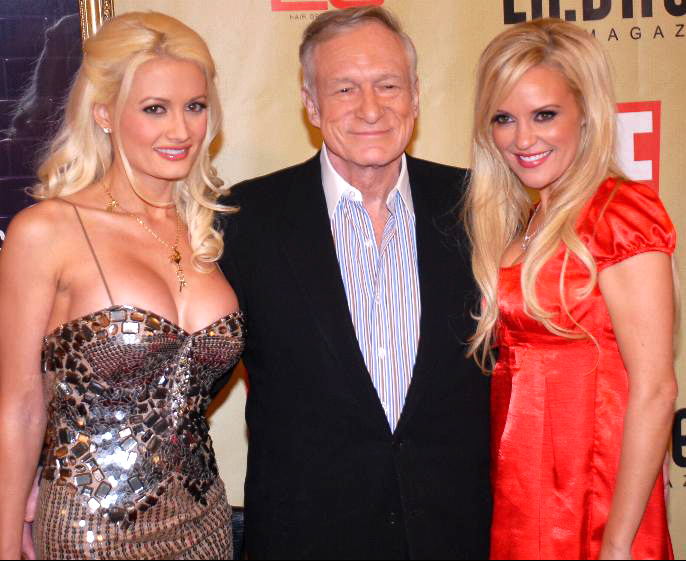
休·海夫納與霍莉·麥迪遜（左）、布麗奇特·馬奎德（右）

## 逝世
2017年9月27日，休·赫夫纳逝世，享耆壽91岁。